# José Makluf
José Makluf Campos (Santiago, 20 de junio de 1942) es un abogado y político chileno, militante del Partido Demócrata Cristiano (PDC). Fue diputado por el distrito N.°14 de Viña del Mar entre 1994 y 1998.

## Biografía

### Familia y juventud
Nació el 20 de junio de 1942. Hijo de José Juan Makluf Campos y Josefina Campos Nazal.
Está casado con María Isabel Freig Briones y son padres de cuatro hijos.

### Estudios y vida laboral
Realizó sus estudios primarios en los Sagrados Corazones de Viña del Mar y los secundarios en el Liceo Guillermo Rivera. Tras finalizar su etapa escolar, ingresó a la Universidad de Chile de Valparaíso, donde se tituló de abogado en 1962.

## Trayectoria política
Sus actividades políticas las inició durante su época estudiantil. En 1959 fue elegido presidente del Centro de Alumnos de su liceo, asumiendo al año siguiente la vicepresidencia de la Federación de Estudiantes Secundarios de Valparaíso. Posteriormente, durante los años universitarios, ocupa otros importantes cargos. En 1962 se incorpora a la Democracia Cristiana Universitaria (DCU), presidiéndola, desempeñando igual función en la Federación de Estudiantes de su Universidad. Después en 1964 es nombrado Consejero de la Unión de Federaciones Universitarias de Chile (UFUCh) y actúa como Vocal Gremial de la Juventud Demócrata Cristiana (JDC), cumpliendo, además, el cargo de presidente provincial. Una vez titulado, dentro de su partido desarrolla más funciones políticas.
Entre 1964 y 1973 es designado delegado a la Junta Nacional. En 1965 es elegido Consejero Nacional de la JDC y en 1969 es nombrado vicepresidente comunal.
En el ámbito profesional, entre 1972 y 1973 ejerce libremente la profesión de abogado, asesorando a múltiples organizaciones, cooperativas gremiales, habitacionales y vecinales. Más adelante, en 1980 es electo presidente de la Base Vecinal N.°18 Hospital, cargo que cumple hasta 1987. 
Posteriormente, asume nuevamente la presidencia comunal de su colectividad en Viña del Mar por dos años, hasta 1993. Entre 1991 y 1993, es elegido presidente de la Concertación de Partidos por la Democracia y es vicepresidente nacional del Frente de Profesionales y Técnicos de su partido en su región. En 1993 es delegado a la Junta Nacional.
Posteriormente, en las elecciones de ese año (1993), resulta elegido diputado por la Quinta región, distrito N.°14 (Viña del Mar) para el período de 1994 a 1998. Pasa a formar parte de la Comisión de Vivienda y Desarrollo Urbano.